# Auguste von Littrow

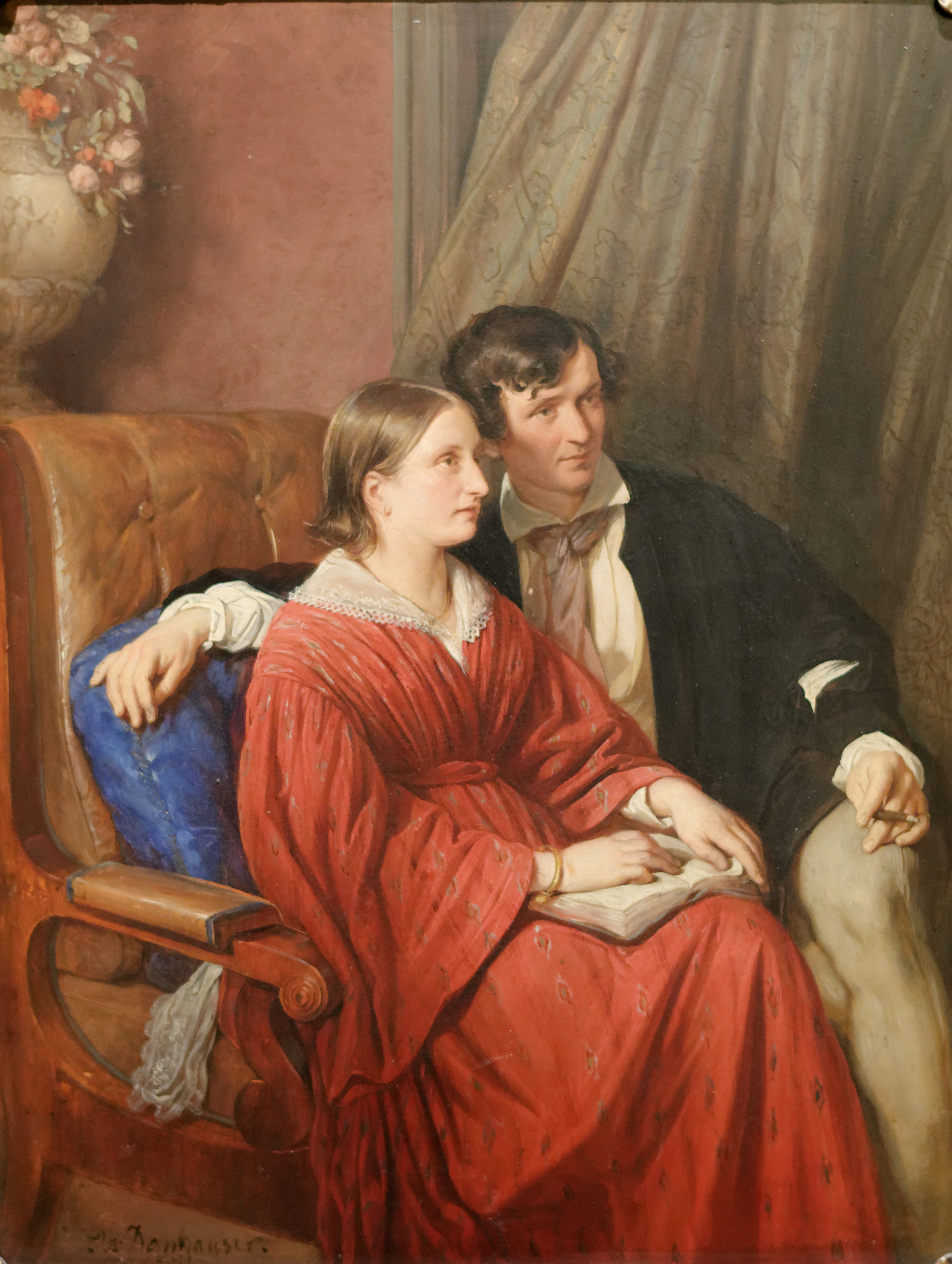
Auguste von Littrow und ihr Gatte Karl Ludwig, porträtiert von Josef Danhauser (1841)

Auguste Wilhelmine von Littrow (* 13. Februar 1819 in Prag, Kaisertum Österreich; † 23. März 1890 in Wien, Österreich-Ungarn) war eine deutsch-österreichische Schriftstellerin (Pseudonym Otto August) und Frauenrechtlerin des 19. Jahrhunderts.

## Leben und Wirken
Auguste Wilhelmine Bischoff war eine Tochter des Mediziners Ignaz Rudolf Bischoff (seit 1836) Edler von Altenstern (1784–1850) und der Johanna Kuh. Sie ehelichte kurz nach ihrem zwanzigsten Geburtstag 1839 den Astronomen Karl Ludwig von Littrow (1811–1877), einen Sohn des Astronomen Joseph Johann von Littrow (1781–1840) und lebte mit ihrem Ehemann in Wien.
Bereits nach kurzer Zeit entwickelte sich der vorwiegend literarische Littrowsche Salon zu einem gefragten Treffpunkt und Mittelpunkt des geistigen Wien, zu welchen zeitweilig unter anderem Hermann Bonitz, Josef Danhauser, Marie von Ebner-Eschenbach, August Eisenmenger, Ernst von Feuchtersleben, Ottilie von Goethe, Franz Grillparzer, Friedrich Hebbel, Rudolf von Jhering, Joseph Lewinsky und Franz Miklosich gehörten. Der mit ihr befreundete Franz Grillparzer nannte sie scherzhaft „Frau Astronomus“, vermutlich wegen ihres Vordringens in das bis dahin unbekannte Dasein der ärmeren, berufstätigen Frauen, genannt Weiber, in Wien.
Von Littrow war die Verfasserin von Beiträgen zur Erwerbstätigkeit der Frauen und zur Einstellung geprüfter Lehrerinnen an Volksschulen nach Einführung der allgemeinen Schulpflicht für Jungen und Mädchen in Österreich-Ungarn.
Am 13. November 1866 gründete sie u. a. zusammen mit Iduna Laube und Helene von Hornbostel, der Gattin des Industriellen Theodor von Hornbostel, den Verein für volkswirtschaftlichen Fortschritt, den späteren Wiener Frauen-Erwerbs-Verein, der von der Frauenrechtlerin Lucia Laube (1872–1945), Tochter des Geologen Gustav Carl Laube (1839–1923), Präsidentin des Prager deutschen Frauen-Erwerbs-Verein und Mitglied des Bundes österreichischer Frauenvereine weitergeführt wurde.
Von Littrow publizierte autobiografische Zeitschriftenbeiträge und ein Reisetagebuch.

## Publikationen (Auswahl)
- Aus dem persönlichen Verkehre mit Franz Grillparzer, Wien: L. Rosner 1873 (Digitalisat)
- Die Krankenpflege durch Frauen mit Rücksicht auf die gegenwärtigen Verhältnisse. Verlag Czermak, Wien 1872.
- Die sociale Bewegung auf dem Gebiete der Frauen. Hoffmann & Campe, Hamburg 1868.

## Briefe
- Briefwechsel Clara Schumanns mit Maria und Richard Fellinger, Anna Franz geb. Wittgenstein, Max Kalbeck und anderen Korrespondenten in Österreich, hrsg. von Klaus Martin Kopitz, Anselm Eber und Thomas Synofzik (= Schumann-Briefedition, Serie II, Band 4), Köln 2020, S. 715–720